# سقنقور جبال الأطلس
سقنقور جبال الأطلس هو سقنقور مستوطن في جبال الأطلس في المغرب. وقد تم إكتشافه في سنة 1931 من طرف عالم الحيوانات فرانز فيرنر.